# High Winds, White Sky
| Recensione              | Giudizio    |
| ----------------------- | ----------- |
| AllMusic                | [ 2 ]       |
| Sputnikmusic            | 3.5 (Great) |
| Piero Scaruffi          | [ 4 ]       |
| Dizionario del Pop-Rock | [ 5 ]       |
| 24.000 dischi           | [ 6 ]       |

High Winds, White Sky è il secondo album di Bruce Cockburn, pubblicato dalla True North Records nel luglio del 1971.

## Tracce
Lato A
Testi e musiche di Bruce Cockburn.
1. Happy Good Morning Blues – 2:39
2. Let Us Go Laughing – 5:20
3. Love Song – 2:26
4. One Day I Walk – 3:06
5. Golden Serpent Blues – 3:33
6. High Winds White Sky – 3:02

Lato B
Testi e musiche di Bruce Cockburn.
1. You Point to the Sky – 2:56
2. Life's Mistress – 3:24
3. Ting/The Cauldron – 6:30
4. Shining Mountain – 5:14

Edizione CD del 2003, pubblicato dalla True North Records (TND 316)
Testi e musiche di Bruce Cockburn.
1. Happy Good Morning Blues – 2:40
2. Let Us Go Laughing – 5:21
3. Love Song – 2:26
4. One Day I Walk – 3:07
5. Golden Serpent Blues – 3:34
6. High Winds White Sky – 3:01
7. You Point to the Sky – 2:55
8. Life's Mistress – 3:24
9. Ting/The Cauldron – 6:30
10. Shining Mountain – 5:14
11. Totem Pole – 3:25 – Bonus Track
12. It's an Elephants World – 2:40 – Bonus Track

- I brani 11 & 12 furono registrati dal vivo il 23 gennaio 1970 al "Bitter Grounds Coffee House" di Kingston, Ontario (Canada).

## Musicisti
- Bruce Cockburn - voce, chitarra, dulcimer
- Eugene Martynec - seconda chitarra
- Eric Nagler - mandolino-banjo, banjo
- Michael Craydon - marimba, tables, tree bell, boobams, pygmy rhythm log
- John Wyre - cymbals, gongs, salad bowls[1]

Note aggiuntive
- Eugene Martynec - produttore
- Registrazioni effettuate tra il novembre 1970 e aprile 1971 al; Thunder Sound Studios di Toronto (Canada) (eccetto brani: Happy Good Morning Blues e Shining Mountain)
- Henry Saskowski - ingegnere delle registrazioni
- Registrazioni effettuate tra il novembre 1970 e aprile 1971 al; Eastern Sound di Toronto (Canada) (solo i brani: Happy Good Morning Blues e Shining Mountain)
- Chris Skene - ingegnere delle registrazioni e del mixaggio[10]